# Права ЛГБТ в Марокко
Марокко является одной из 76 стран мира, в которых однополые отношения являются уголовным преступлением.

## Уголовное преследование
Статья 489 Уголовного кодекса Марокко, введённая 26 ноября 1962 года, предусматривает наказание за «непристойные или противоестественные сексуальные действия лицами одного пола» в виде штрафа от 120 до 1200 дирхам и лишением свободы на срок от 6 месяцев до 3-х лет. Правовое положение ЛГБТ-людей в значительной мере обусловлено нормами исламской морали, которая рассматривает гомосексуальность как признак аморальности. Тем не менее, однополые сексуальные контакты практикуются, в особенности в курортных зонах Марокко, чаще в виде проституции, где клиентами местных жителей становятся иностранные туристы. Так, в 2004 году за публичную демонстрацию гомосексуальных отношений были арестованы 66-летний британский турист и 18-летний местный житель. Оба были осуждены на год тюремного заключения.

## Государственная политика
В Марокко законодательно не закреплены права ЛГБТ, ни одна из политических партий не выступала с заявлениями в поддержку прав ЛГБТ. Негативное отношение правительства к гомосексуализму обусловлены, как правило, «интересами защиты традиций страны, её культуры и обычаев». 21 марта 2008 года Министерство внутренних дел Марокко заявило, что правительство будет «защищать наше общество от всех безответственных действий, которые портят нашу самобытность и культуру».
Со стороны внешней политики Марокко в 2001 году выступило против участия Международного уполномоченного по правам геев и лесбиянок на конференции ООН по борьбе со СПИДом. Также, представители Марокко выступили против резолюции ООН, осуждающей дискриминационные анти-гей законы.

## ЛГБТ-движение в Марокко
«Kif-Kif» является единственной организацией, представляющей интересы ЛГБТ в Марокко . Была основана в 2004 году после задержания полицией гей-активистов в Тетуане. В сентябре 2006 года «Kif-Kif» обратилась в Министерство иностранных дел Марокко с целью их юридического признания в качестве ассоциации, но все попытки были отклонены. С апреля 2010 года организация стала выпускать «Mithly», ежемесячный ЛГБТ-журнал на арабском языке.